# Zín el-Ábidín ben Ali
Zín el-Ábidín ben Ali (arab betűkkel زين العابدين بن علي, Zayn al-ʿĀbidīn ibn ʿAlī; Hammam-Sousse, 1936. szeptember 3. – 2019. szeptember 19.) Tunézia második köztársasági elnöke. 1987. november 7-től 2011. január 14-ig töltötte be a tisztséget.

## Pályafutása
Mint az 1957-ben elnökké választott Habib Burgiba fiatal aktivistája, Franciaországba került hadi kiképzésre. Tanulmányait Saint-Cyr-ben és Châlons-sur-Marne-ban végezte, majd az Amerikai Egyesült Államokban folytatta.

### Munkája a kormányban
1964-ben kijelölték a Védelmi Minisztérium Hadbiztonsági osztályának létrehozására és vezetésére, amelyet 1974-ig vezetett. Ben Ali tábornokot a Belügyminisztérium nemzetbiztonsági ügyekkel foglalkozó részlegének parancsnokává nevezték ki 1977-ben, miután katonai attaséként képviselte hazáját Marokkóban. Később Tunézia lengyelországi nagykövete lett. Innen visszakerült a Belügyminisztériumhoz, ahol ezúttal minisztertanácsosi funkcióban munkálkodott. Sikeresen leszámolt politikai ellenfeleivel, akik veszélyt jelenthettek volna a fennálló hatalomra, tevékenységét a köztársasági elnök belügyminiszteri kinevezéssel ismerte el. Ezt a pozíciót miniszterelnöki kinevezéséig megtartotta.
Ben Alit 1987. október 1-jén választották miniszterelnökké és Burgiba elnöki posztjának örökösévé. Öt héttel később gyakorlatilag vértelen puccsot végrehajtva, az államelnököt hivatalos funkciói ellátására egészségügyi okokból, orvosi konzílium javaslatára ("orvosi államcsíny") alkalmatlannak minősíttette. Ben Ali 1987. november 7-én köztársasági elnök lett. Burgiba eltávolítása alkotmányosnak minősült a tunéziai alkotmány 57. cikkelye alapján, ami az eljárást lehetővé teszi olyan esetekben, amikor az ország politikai patthelyzetbe kerül a véget nem érő elnök-utódlási vita és a gazdasági stagnálás miatt.
Ben Ali megőrizte elődje nyugatbarát külpolitikáját, Tunézia társadalma a legnyugatosabb maradt az arab országok között, és támogatta az 1990-es évek óta egyre erősödő gazdaság növekedését. A fejlődés 2002-ben érte el mélypontját (1,9%-ot) az akkori különösen nagy szárazságnak köszönhetően, de a helyzet stabilizálódott: 2003 után a jobb körülmények az 5%-os növekedést is lehetővé tették. Ezzel szemben az utóbbi években egyre fokozódó probléma lett a továbbra is fennálló munkanélküliség, amelyre vezetése nem volt képes megfelelő módon reagálni.

### Elnöki tevékenysége
Komoly személyi kultuszt épített ki elnöksége során, amelyet árnyékként kísért a korrupció is: a fontos pozíciókba saját családtagjait, vagy más, vele közeli viszonyban álló személyeket ültetett. Noha az országban rendszeresen tartottak elnökválasztásokat, az eredmények manipuláltsága nem kizárható - Ben Ali mind az öt, hivatali ideje alatt lezajlott népszavazáson hatalmas fölénnyel győzött.

### Bukása
Az általánosan fokozódó elégedetlenség vezetett a bukásához 2011 elején: bár ígéretet tett az előrehozott választásokra, január 14-én menekülni kényszerült az országból a szaúd-arábiai Dzsiddába szűkebb családjával együtt, miután feloszlatta a kormányt, és a hadsereg vezetői is megvonták tőle bizalmukat. Június 21-én feleségével együtt távollétükben a tunéziai bíróság 35 év szabadságvesztésre, és 13 milliárd forintnak megfelelő pénzbírságra ítélte.